# Plaine de Plainpalais
Plaine de Plainpalais är en park i Schweiz. Den ligger i kantonen Genève, i den sydvästra delen av landet. Den ligger vid sjön Genèvesjön i Genève.
Runt Plaine de Plainpalais är det i huvudsak tätbebyggt.